# Arn Anderson
Marty Anthony Lunde (nascido em 20 de Setembro de 1958), mais conhecido pelo seu ring name Arn Anderson, é um ex-lutador de wrestling profissional. Apesar de ter enorme fama, Anderson nunca conquistou nenhum Título Mundial de Pesos-Pesados (conquistou dos títulos mundiais de tag team na WWF e NWA).
Na sua carreira, Anderson formou aliança com Ric Flair e vários outros membros em um stable que ficou conhecido como 'Four Horsemen, satable pela qual foi introduzido no Hall da Fama da WWE em 2012. Ele é atualmente trabalha para a All Elite Wrestling.

## Títulos
- Georgia Championship Wrestling
  - NWA National Tag Team Championship (1 vez) - com Ole Anderson

- Jim Crockett Promotions | World Championship Wrestling
  - NWA World Tag Team Championship (Mid-Atlantic version) (5 vezes) - com Tully Blanchard (2),[1] Larry Zbyszko (1), Bobby Eaton (1) e Paul Roma (1)[2]
  - NWA National Tag Team Championship (1 vez) - com Ole Anderson[3]
  - NWA World Television Championship (3 vezes)
  - WCW World Tag Team Championship (3 vezes) - com Larry Zbyszko (1), Bobby Eaton (1) e Paul Roma (1)
  - WCW World Television Championship (3 vezes)[4]

- Southeastern Championship Wrestling
  - NWA Southeastern Tag Team Championship (4 vezes) - com Jerry Stubbs (1) e Pat Rose (1)[5]

- World Wrestling Federation
  - WWE World Tag Team Championship (1 vez) - com Tully Blanchard[6]

- Pro Wrestling Illustrated
  - PWI Tag Team do Ano (1989) com Tully Blanchard
  - PWI Tag Team do Ano (1991) com Larry Zybszko
  - PWI Stanley Weston Award (1997)